# Rio Moaco
Rio Moaco är ett vattendrag i Brasilien. Det ligger i den västra delen av landet, 2 300 km väster om huvudstaden Brasília.
I omgivningarna runt Rio Moaco växer i huvudsak städsegrön lövskog. Trakten runt Rio Moaco är nära nog obefolkad, med mindre än två invånare per kvadratkilometer.